# Lysionotus gracilis
Lysionotus gracilis là một loài thực vật có hoa trong họ Tai voi. Loài này được W.W. Sm. mô tả khoa học đầu tiên năm 1918.